# St. Maria (Wallesau)

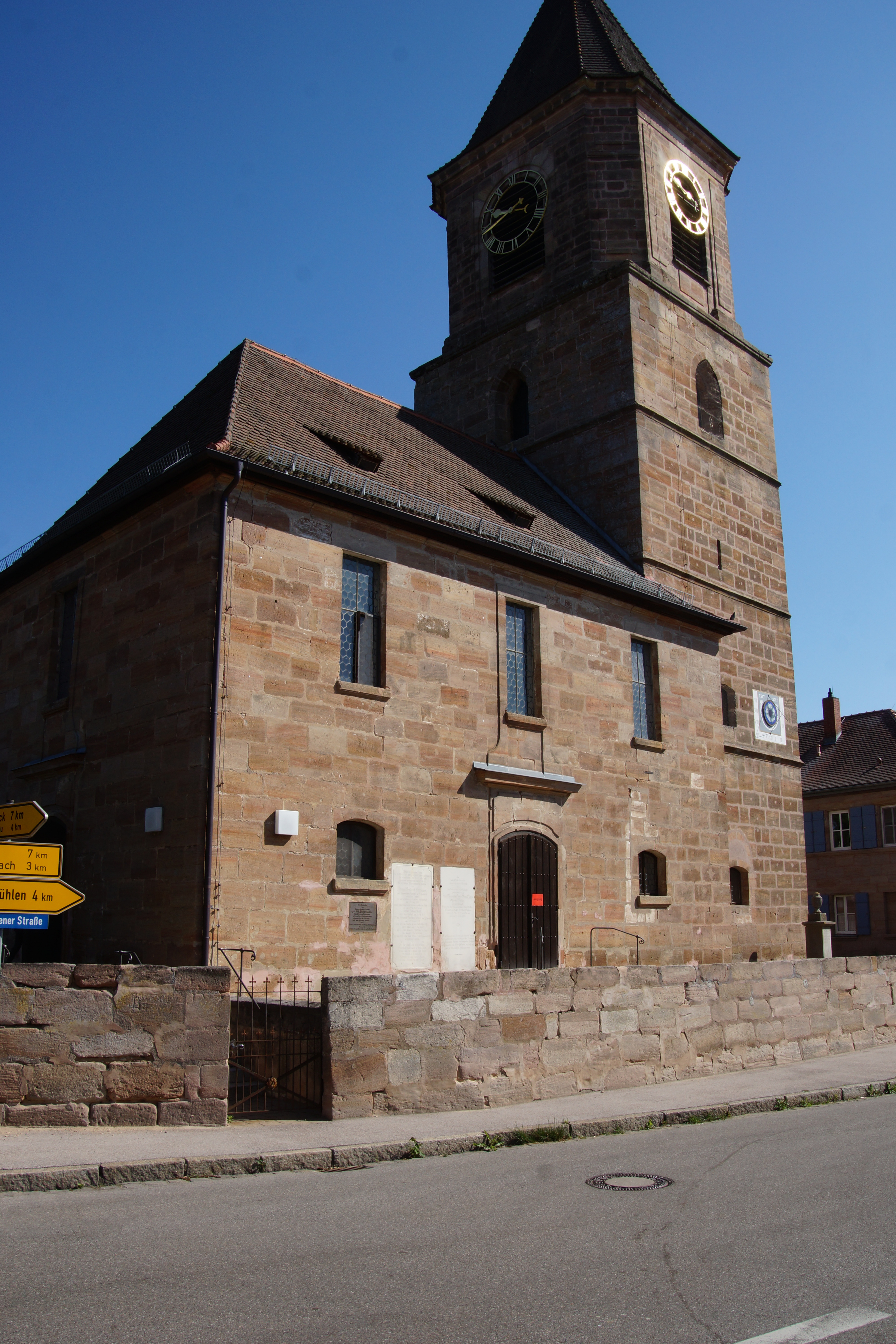
St. Maria (Wallesau)

Die denkmalgeschützte, evangelisch-lutherische Pfarrkirche St. Maria steht in Wallesau, einem Gemeindeteil der Kreisstadt Roth im Landkreis Roth (Mittelfranken, Bayern). Die Kirche ist unter der Denkmalnummer D-5-76-143-178 als Baudenkmal in der Bayerischen Denkmalliste eingetragen. Die Kirchengemeinde gehört zum Dekanat Schwabach im Kirchenkreis Nürnberg der Evangelisch-Lutherischen Kirche in Bayern.

## Beschreibung
Die unteren Geschosse des Chorturms aus Quadermauerwerk sind im Kern spätmittelalterlich. Sie stammen von der 1437/38 gebauten Wallfahrtskirche. Im Jahr 1756 wird die stark baufällige gotische Kirche grundlegend nach einem Entwurf von Johann David Steingruber umgebaut. Ein Teil des Turmes wird abgetragen und um ein achteckiges Geschoss aufgestockt, um die Turmuhr und den Glockenstuhl unterzubringen, und mit einem spitzen Helm bedeckt. Auch das Langhaus wird nahezu abgerissen und im Markgrafenstil neu errichtet und mit einem Walmdach bedeckt. 1955 wird der Kirchturm durch einen Brand infolge des Einschlags eines Blitzes zerstört. Nach dem Wiederaufbau hängen seit 1957 im Glockenstuhl wieder vier Kirchenglocken. Der Innenraum des Langhauses ist mit einer Flachdecke überspannt und hat dreiseitig umlaufende Emporen. Zur Kirchenausstattung gehören der Altar,  die Kanzel und die Orgel, die übereinander angeordnet sind.